# 袁潔 (明朝)
袁潔（1425年—？），字士瑩，直隸保定府滿城縣人，明朝政治人物。進士出身。

## 生平
景泰元年（1450年）庚午科順天府鄉試第二十二名。天順元年（1457年）丁丑科會試，得第二百四十二名，殿試登進士第二甲第七十名。

## 家族
曾祖袁景芳。祖父袁鑑。父袁庸，曾任知縣。